# Parco nazionale Yasuní
Il Parco nazionale Yasuní è un parco nazionale dell'Ecuador che si estende su una superficie di 9.820 chilometri quadrati, nelle province di Pastaza e Orellana nei territori compresi tra il fiume Napo e il fiume Curaray, nella foresta amazzonica, a circa 250 chilometri a sud est di Quito. È costituito principalmente da foresta pluviale, e nel 1989 è stato designato dall'UNESCO Riserva della biosfera in quanto una delle regioni con la più alta biodiversità al mondo. L'area del parco è abitata dagli indigeni Huaorani, e due fazioni di essi, i Tagaeri e i Taromenane, vivono in isolamento volontario.

## Biodiversità

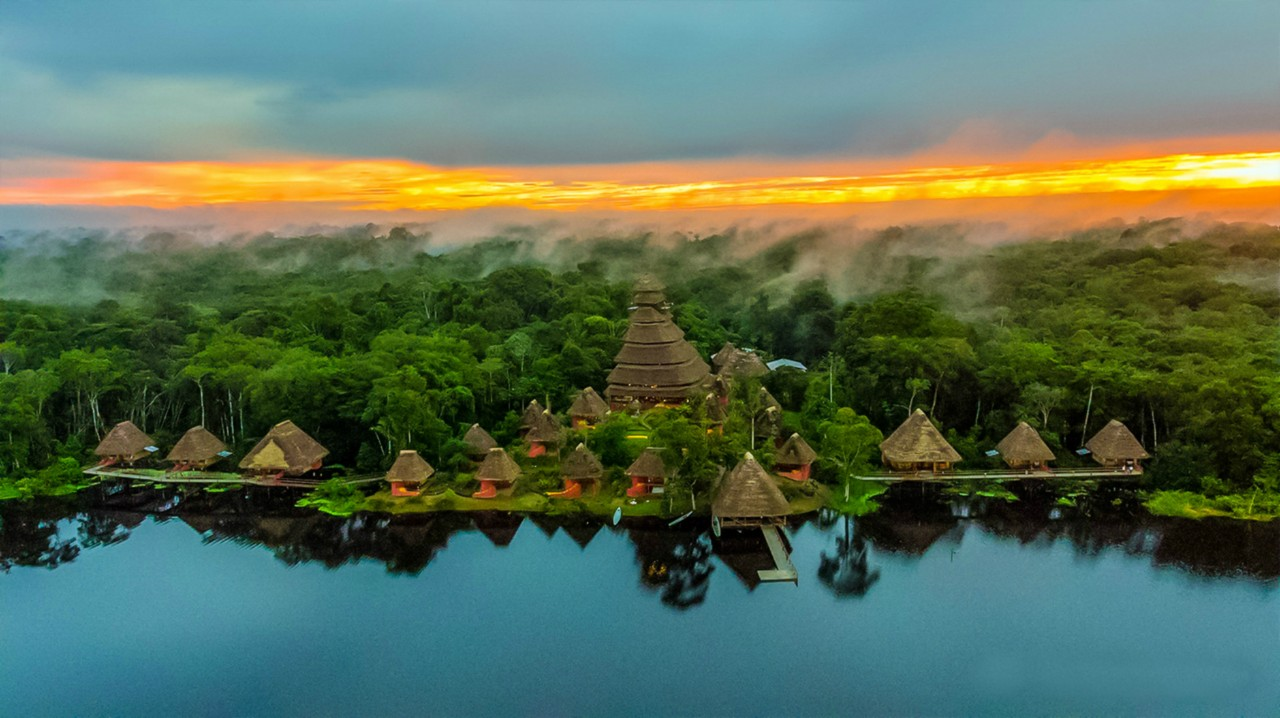
Capanne del Napo Wildlife Center Ecolodge, un progetto di turismo comunitario situato nel Parco Yasuní

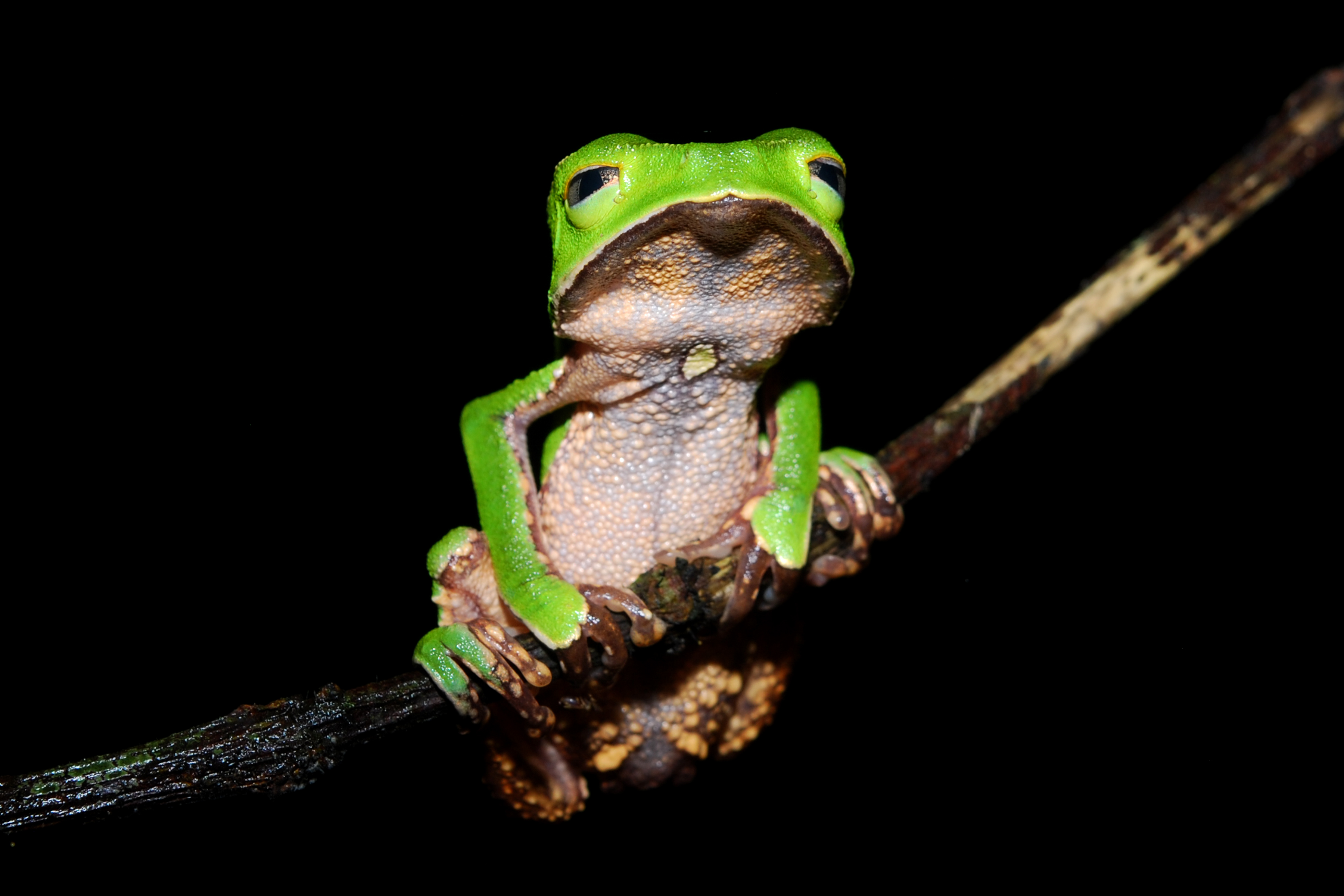
Una Phyllomedusa vaillantii, presente nello Yasuní

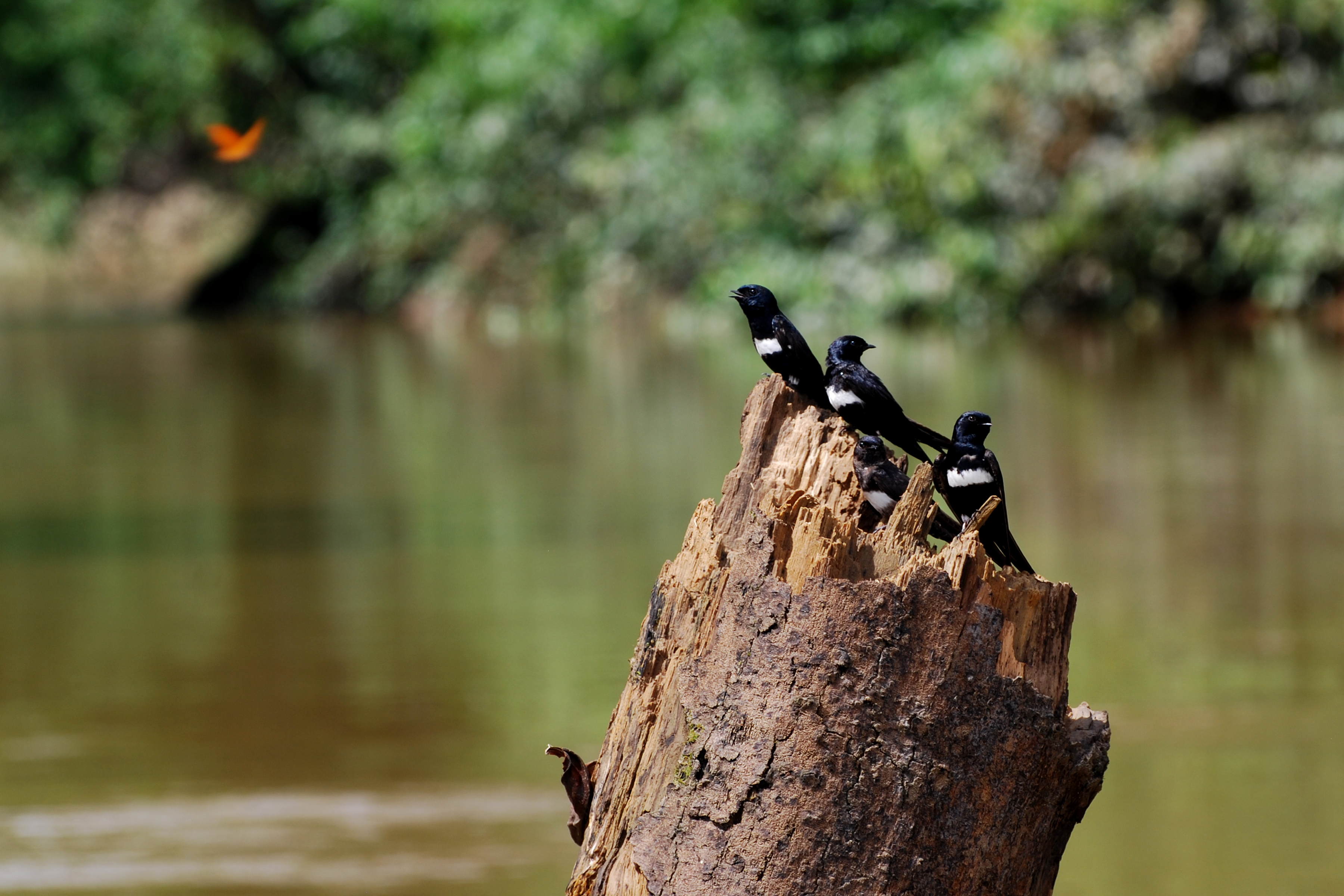
Una Atticora fasciata su un tronco d'albero nel Rio Tiputini, nel Parco Yasuní

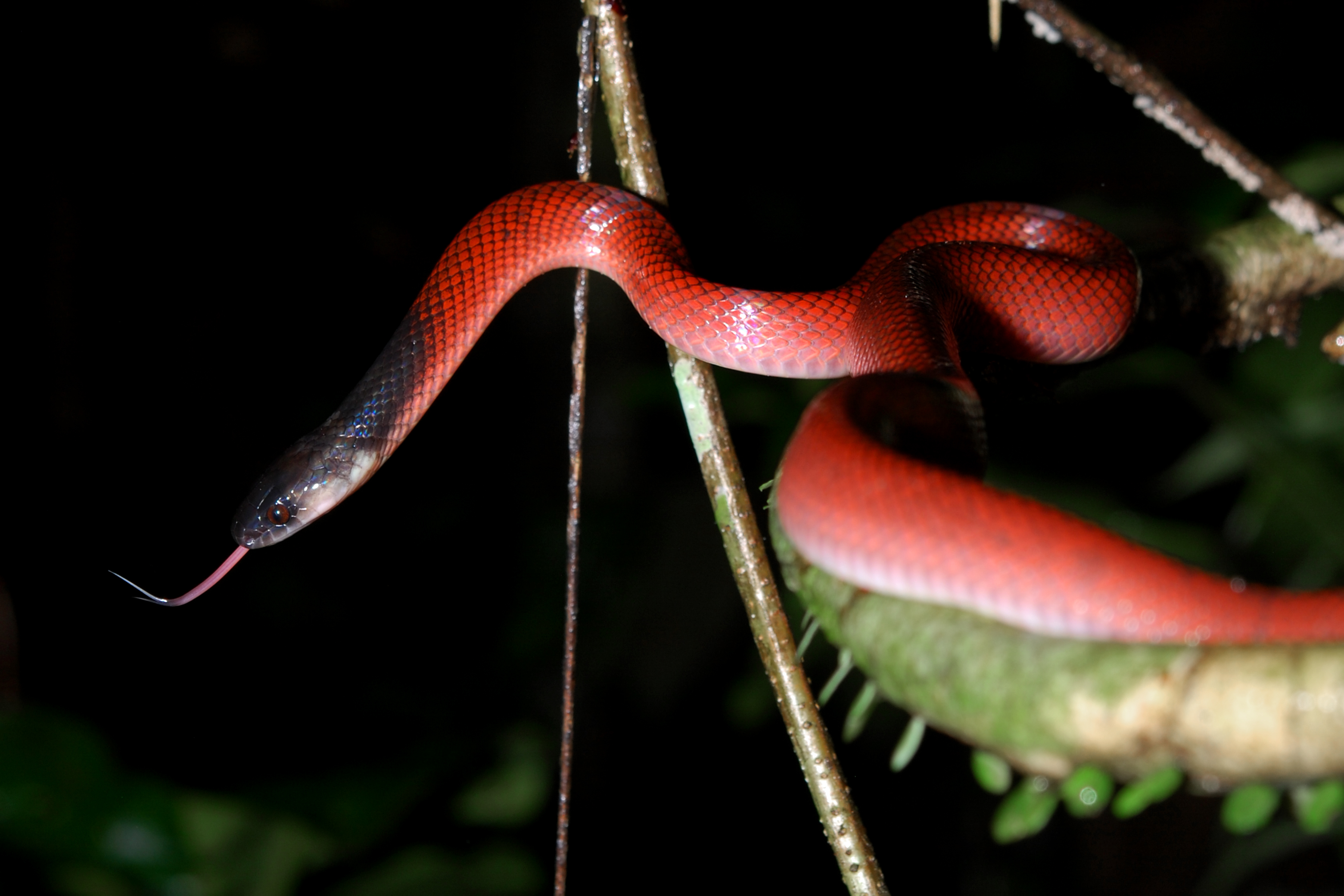
Un serpente della specie Oxyrhopus melanogenys

Lo Yasuní è tra i parchi più biologicamente diversi della Terra e ha la biodiversità più elevata per chilometro quadrato, per la grande quantità di anfibi, mammiferi (pipistrelli in particolare), uccelli, rettili e piante vascolari. È situato nel cuore dell'Amazzonia, dove l'alta piovosità favorisce una ricca e folta vegetazione, al contrario dell'Amazzonia orientale in Brasile, dove, complici i cambiamenti climatici, la siccità è in forte aumento.
Il parco detiene il record mondiale di 150 specie di anfibi, e anche la presenza di rettili è alta, con 121 specie documentate. Nonostante copra meno dello 0,15% del bacino dell'Amazzonia, è la patria di circa un terzo delle specie di anfibi e rettili ed ospita 382 specie conosciute di pesci. Sono presenti almeno 596 specie di uccelli, vale a dire un terzo del totale di quelle native dell'Amazzonia. In un solo ettaro ha più di 100.000 specie di insetti, che è grosso modo pari è quelle che si possono trovare in tutto il Nord America. 
È uno dei nove posti al mondo con oltre 4.000 specie di piante vascolari per km2. 43 specie di vertebrati (tra cui il pipistrello Lophostoma yasuni) e 220-720 di quelle vegetali sono endemiche.

## Giacimenti petroliferi
Il parco contiene circa 800 milioni di barili di petrolio greggio, ossia il 20% delle riserve petrolifere ecuadoriane. Ambientalisti e scienziati come Jane Goodall, EO Wilson e Stuart Pimm esortarono il governo a lasciare intatte le risorse non ancora sfruttate, e nel 2007 il presidente Rafael Correa lanciò l'iniziativa Yasuni-ITT volta proteggerle. Si proponeva di lasciare intatto il parco in cambio di un indennizzo da parte della comunità internazionale. La non perforazione impedirebbe a 400 milioni di tonnellate di anidride carbonica di accumularsi nell'atmosfera. Il governo sperava di ottenere fondi pari ad almeno il 50% dei profitti che avrebbe generato lo sfruttamento delle riserve petrolifere. 
Nel luglio 2013 la commissione formata da Correa per valutare i progressi dell'Iniziativa Yasuni-ITT concluse che i risultati economici non erano stati sufficienti, e il 15 agosto il presidente riconobbe il fallimento del piano, incolpando i ricchi ipocriti dei paesi che emettono la maggior parte dei gas serra a livello mondiale di voler sacrificare nazioni come quella ecuadoriana per salvaguardare l'ambiente, impedendone il progresso economico. Attraverso un ordine esecutivo, liquidò il fondo fiduciario Yasuni-ITT e chiuse formalmente l'iniziativa. Nei sei anni di attività, secondo le affermazioni di Correa, dei 336 milioni di dollari promessi erano stati effettivamente consegnati solo 13,3 milioni. 
Correa ha asserito inoltre che l'espansione della produzione di petrolio in Ecuador è stata essenziale per promuovere i progetti economici e vincere la povertà, e che la perforazione, che avrà inizio nel 2016, interesserà solo lo 0,1% del bacino dello Yasuni. 

### Salvaguardia
Il governo tedesco nel febbraio 2013 consegnò 46 milioni di dollari nell'ambito del "Programa Especial de Reserva de Biosfera del Yasuní" per un progetto di energia rinnovabile, la conservazione delle foreste e lo sviluppo sociale delle comunità indigene della zona dello Yasuní.
Rainforest Fund, fondazione del cantante Sting e di sua moglie Trudie Styler, garantirebbe la fornitura di acqua potabile per il consumo umano. Ci si propone di raccogliere l'acqua piovana, filtrarla e conservarla in 300 cisterne a beneficio degli indigeni locali, che, a differenza di quanto avviene attualmente, non consumerebbero più l'acqua dei fiumi che potrebbe essere inquinata in futuro in caso di fuoriuscita di petrolio.